# Сексуальная инверсия
Сексуальная инверсия — это термин, использовавшийся сексологами для обозначения гомосексуальности, в основном в конце XIX — начале XX века. 
Предполагалось, что сексуальная инверсия является врождённым изменением гендерных черт, в которые включалась и сексуальная ориентация: мужчины-инверты в большей или меньшей степени были склонны к традиционно женским занятиям и ношению женской одежды, и наоборот. Сексолог Рихард фон Крафт-Эбинг описал женскую сексуальную инверсию как «мужскую душу, вздымающуюся в женской груди».
Применение концепции сексуальной инверсии изначально ограничивалось медицинскими текстами, но благодаря лесбийскому роману Рэдклифф Холл «Колодец одиночества» 1928 года она получила широкое распространение. Этот роман был написан отчасти для популяризации взглядов сексологов и содержал предисловие сексолога Хэвлока Эллиса, в котором по отношению к главному герою несколько раз использовался термин «инверт», а сам герой сильно напоминал одного из пациентов Крафт-Эбинга.
Согласно этой теории, геи и лесбиянки являются сексуальными «инвертами», людьми, которые внешне кажутся мужчинами или женщинами, но внутренне чувствуют, что они принадлежат к «противоположному» анатомическому полу (согласно бинарному взгляду на пол). Таким образом, однополые желания и влечение объяснялись как «латентная гетеросексуальность», а бисексуальное желание — как «психосексуальный гермафродитизм». Постулировалось, что геи и лесбиянки на самом деле являются просто гетеросексуалами, которые «родились не в том теле», а «бисексуалы» — интерсексами (устаревший термин — гермафродит), так как «мужскую» часть бисексуала предположительно влечет к женщинам, а «женскую» часть — к мужчинам.
Современная сексология разделяет гендер и направление сексуального влечения.